# 降臨在鹿野苑的災難
《末日降臨薩納斯》（英語：The Doom That Came to Sarnath）是美國作家H·P·洛夫克拉夫特的一篇短篇小說。它以神話/奇幻風格寫成，與他的幻夢境相關。它於1920年6月首次發表在蘇格蘭業餘小說雜誌《The Scot》上。

## 情節
故事中描述，一萬多年前，一個名為米納爾的地方的牧羊人族群在艾河的河岸上建立了城市剎拉、伊拉尼克和卡達瑟隆（與夢尋秘境卡達斯中的卡達斯並非同一地方），這些城市在知識和商業方面取得了巨大的成功。渴望擁有更多土地的人民中的一部分遷移到了米納爾中心一個孤獨而廣闊的湖的岸邊，建立了城市薩納斯。
但定居者並不孤單。離薩納斯不遠處是一個古老的灰石城市叫伊伯，住著一個奇異的種族，他們是從月球上降臨的。洛夫克拉夫特形容他們的「顏色像湖水和湖上升起的霧一樣翠綠......他們有突出的眼睛，鼓脹的，鬆弛的嘴唇，奇怪的耳朵，而且沒有聲音」。這些生物崇拜一個奇怪的神，被稱為波庫魯格，即偉大的水蜥蜴。薩納斯的人民因著他們的信仰以及奇怪的樣貌而蔑視他們。
薩納斯的居民殺死了伊伯所有的生物，摧毀了城市，並將他們的神像作為戰利品，放在薩納斯的主寺廟中。第二天晚上，神像神秘地消失了，而薩納斯的大祭司塔蘭·伊許被發現死去。在死前，他在空的祭壇上塗寫了一個單詞：災難。
一千年後，薩納斯處於權力和墮落的頂峰。來自遠方城市的貴族受邀參加為了伊伯的毀滅而舉行的盛宴。然而，那天晚上，狂歡被湖上的奇異光芒、濃厚的翠綠霧氣和做為潮汐標誌用的石灰岩柱「阿庫利翁」的干擾。不久之後，許多訪客因恐懼而瘋狂逃竄。
之後，一些倖存者報告稱看到了伊伯久已死去的居民從城市的塔樓窗戶中偷窺，而不是國王和他的隨從，而其他人則拒絕說出他們究竟看到了什麼。那些返回的人什麼都沒看到，只有空無一物的沼澤、許多水蜥蜴，最令人不安的是失踪的神像。從那時起，波庫魯格一直是米納爾之地的主神。

## 靈感
故事中對於寶座的提及：「由一整塊象牙製成，雖然世上沒有人知道這樣一塊如此巨大的象牙從何而來」，可以看出鄧薩尼勳爵對故事的影響，這讓人聯想到唐尼的《雅恩的閒暇日子》中的"由一整塊雕刻而成"的象牙門。
雖然鹿野苑是印度的一個歷史古城，是釋迦牟尼佛首次傳道的地方，但洛夫克拉夫特表示他認為自己是獨立創造這個名字的。

## 與洛夫克拉夫特其他作品的關聯
在故事《伊拉農的探求》中，主角說："我......凝視著鹿野苑曾經存在的沼澤。"當《無名之城》的敘述者看到故事的廢墟時，他說：「我想到了鹿野苑的厄運，當時它矗立在米納爾之地，當人類還很年輕，還有伊伯，那是在人類存在之前由灰石雕刻而成的」。在《瘋狂山脈》中，古老者的城市被描述為"一個與蛇人、拉萊耶、在米納爾之地的伊伯，以及阿拉伯沙漠中的無名之城一樣的被低語的史前褻瀆並列的大都市"。
在林·卡特的作品中，伊伯的居民被稱為Thuum'ha。

## 在其他媒體中的引用
- 麥克·米格諾拉的蝙蝠俠：末日降臨高譚市（英语：Batman: The Doom That Came to Gotham）[3] 是一個異世界（英语：Elseworlds）故事，將蝙蝠俠與克蘇魯神話的各種元素結合在一起，並以「降臨在鹿野苑的災難」為名。

- 在角色扮演遊戲克蘇魯的呼喚的「東方快車上的恐怖」模組中，有一個章節包括了來自鹿野苑和伊伯的代表團，在10個世紀結束之前在King Kurates面前討論這個問題。[4]

- The Doom that Came to Wulfhafen由C·L·維爾納撰寫，最初於2002年在地獄!（英语：Inferno!）第29期發表。

- 在羅恩·朗迪恩设计的探索者游戏冒险"梦境中的黄衣之王"中，玩家有机会目睹鹿野苑城的毁灭。

- NECRONOMIDOL（英语：Necronomidol）的歌曲Sarnath基于这个故事。歌词中包含对《降臨在鹿野苑的災難》的明显引用，比如在合唱部分背后有「Doom doom doom」，以及歌曲歌词中特别提到的部分：「I will gouge, The sigil of Doom, Even if it takes 1000 years」 直接引用了故事，其中提到伊伯的复仇花了1000年的时间才实现。歌曲歌词中还包含了这个故事中的另一个情节元素，即"The sigil of Doom"[5][6]。

- 米納爾及其城市的名稱被喬治·R·R·馬丁在他的古典奇幻故事《冰與火的世界（英语：The World of Ice & Fire）》中使用。

## 資料來源
- Lovecraft, Howard P. . S. T. Joshi  (编).  9th corrected printing. Sauk City, WI: Arkham House. 1986 [1920]. ISBN 0-87054-039-4. 定版。